# Geitoneura hobartia
Geitoneura hobartia är en fjärilsart som beskrevs av John Obadiah Westwood 1851. Geitoneura hobartia ingår i släktet Geitoneura och familjen praktfjärilar. Inga underarter finns listade i Catalogue of Life.